# パルテノン (MAXの曲)
「パルテノン」は、MAXの36枚目のシングルである。2019年6月26日にSONIC GROOVEから発売された。

## 解説
- 約4年ぶりのシングル。
- Reina復帰後の、オリジナルメンバーとしては約8年ぶりのシングルリリース。
- CD+DVD、CDのみの2形態で発売。

## 収録曲

### CD
1. パルテノン [3:39]
作詞：shungo. / 作曲：都倉俊一 / 編曲：KAZ
2. Dracula ～ドラキュラ～ [3:16]
作詞：shungo. / 作曲：Claudio Accatino、Federico Rimonti / 編曲：KAZ
※LOVE&PRIDE「SHOTGUN KILLER」のカバー。
3. パルテノン (Graecia Chilling' mix)
リミックス：KAZ
4. パルテノン (Instrumental)
5. Dracula ～ドラキュラ～ (Instrumental)

### CD+DVD
上記のCDに、以下の内容のDVDが加わる
1. パルテノン (Music Video)
2. Dracula ～ドラキュラ～ (Live Video)
3. MAX in OKINAWA ～初心に帰ろう！～

## タイアップ
- フジテレビ系「なりゆき街道旅」主題歌

## リリースイベント
- MAX：「パルテノン」発売記念リリースイベント
  - 開催日時/開催会場
    - 2019年6月25日(火)
17:30〜/池袋サンシャインシティ アルパ地下１階　噴水広場
    - 2019年6月30日(日)
1回目：13:00〜/2回目：16:00〜/越谷レイクタウン 1F 木の広場
    - 2019年8月4日(日)
1回目：13:00〜/2回目：16:00〜/ららぽーとTOKYO-BAY) 北館1F 中央広場

  - 内容：ミニライヴ・特典会
  - セットリスト：「Tacata'」〜「パルテノン」〜「Dracula ～ドラキュラ～」〜「TORA TORA TORA (2019 Mix)」〜「Ride on time (2019 Mix)」